# صفوت الشوادفي
محمد صفوت أحمد محمد يوسف الشوادفي   (1 سبتمبر 1955 - 17 أغسطس 2000) نائب الرئيس العام لجماعة أنصار السنة المحمدية بمصر ورئيس تحرير مجلة التوحيد سابقاً، باحث وكاتب ومفكر وفقيه وداعية إسلامي معروف، اشتهر بكتابته وردوده الشديدة على دعاة العلمانية، وشيوخ الصوفية،، توفي في (17 أغسطس 2000 - 17 جمادى الأولى 1421) عن عمر يناهز الخامسة والأربعين إثر حادث سير، حيث صدمت سيارته سيارة آخرى في طريق عودته من قريته إلى منزله بمدينة العاشر من رمضان، وقد كان حديث عهد بالبيت الحرام.

## الميلاد والنشأة
ولد بقرية الشغانبة التابعة لمركز بلبيس بمحافظة الشرقية بمصر، نشأته ذات «جذور إسلامية»، حيث كان أبوه أحد رجالات الدين بالقرية، تدرج في مراحل التعليم المختلفة حتى حصل على الثانوية العامة بمجموع كبير؛ لكنه فضل الالتحاق بكلية الاقتصاد والعلوم السياسية (جامعة القاهرة) لحبه لها في ذلك الوقت؛ وكان أسلوبه في الأدب والتعبير - منذ صغره - يثير دهشة أساتذته؛ فيعجبون من كتاباته التي تفوق سنه، وذلك ما أعانه فيما بعد - في دراسته العلمية - على قراءة كتب التراث والتعرف على العبارات المقصودة من وراء عباراتهم.
وبعد التحاقه بالجامعة بدأت ملامح شخصيته الدعوية تتحدد، فألف «أسرة دعوية» كانت تدعو العلماء والدعاة لإلقاء الدروس والمحاضرات بالجامعة، وكان هو المخطط لأكثر برامج الدعوة الإسلامية بين أقرانه وأصدقائه في ذلك الوقت.
وبعد تخرجه من الجامعة عام 1978، التحق بالجيش ضابطاً ليؤدي خدمته العسكرية، وحرص في هذه الفترة على تحقيق أكبر استفادة ممكنة، فانكب على حفظ القرآن ودراستهِ وتدبر معانيه وحينما عقدت مسابقة في القرآن الكريم على المستوى العام للجنود بمصر، تقدم في هذه المسابقة وحصل على الجائزة الأولي، وكانت الجائزة آنذاك هي حج بيت الله الحرام، فذهب إلى الحج وهو لا يزال بعدُ في الجيش.

## مرحلة التأهيل العلمي
ابتدأ الشوادفي دراسته الشرعية بالقراءة في الفقه الشافعي (حيث كان أبوه شافعي المذهب)، وواظب على حضور العديد من الدروس والمحاضرات العلمية لبعض علماء مصر إبان فترة دراسته الجامعية، ولعل أبرز من تأثر بهم وحضر لهم في ذلك الوقت هو د.محمد جميل غازي؛[بحاجة لمصدر] فقد كان يحضر دروسه بمسجد المركز العام لجماعة أنصار السنة المحمدية بمنطقة عابدين بالقاهرة، حسب ما ذكر هو عن نفسه، وبعد إنهائه لفترة الجيش سافر إلى المملكة العربية السعودية، حيث التقى هناك عدداً من شيوخها من أمثال: الشيخ عبد العزيز بن باز (مفتى السعودية سابقاً) وعبد الرزاق عفيفي (نائب رئيس اللجنة الدائمة للبحوث العلمية والإفتاء بالمملكة سابقاً) وقد كانت بينه وبين الشوادفي العديد من المدارسات والمسائلات، وعلى بن رومي (أحد قضاة الرياض سابقاً)، وقد استفاد من هذه الفترة استفادةً كبيرة، فأتقن المذهب الحنبلي مع تأصيله لقواعده عنده، بالإضافة إلى دراسته للتجويد واللغة والأدب. يقول عن هذه الفترة الأستاذ / فتحي أمين عثمان « وقد كان لهذا السمع أثره الطيب في تكوين عناصر فكره الديني، فقد أفاده كثيرا في تأصيل المسائل الفقهية، فجمع بين ترتيب الفكر وتنظيمه، وبين تأصيل المنهج وتقويمه ».

## مسيرته الدعوية

### مع جماعة أنصار السنة المحمدية

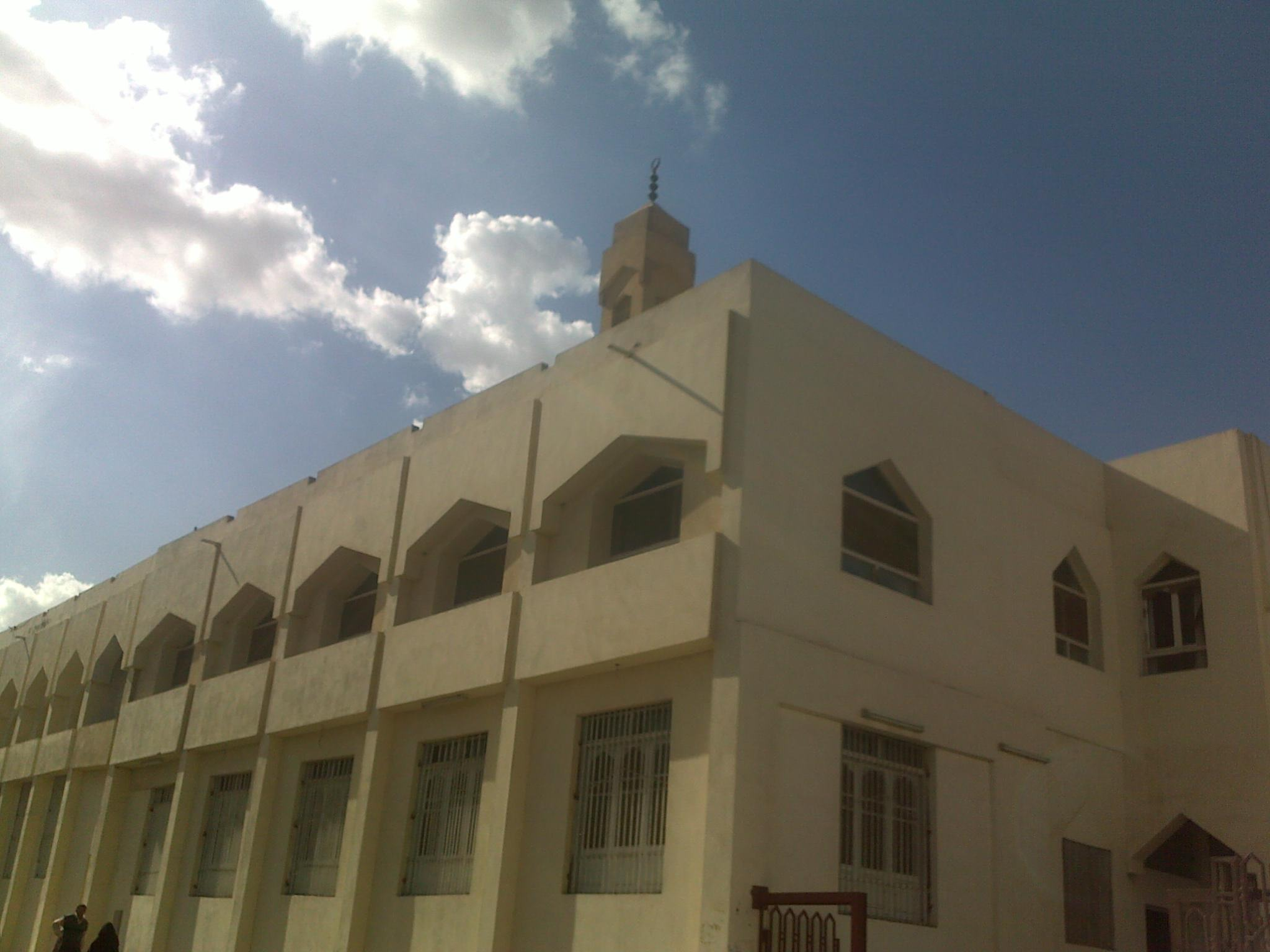
مسجد التوحيد بمدينة العاشر من رمضان، أسسه الشوادفي في عام 1993م، ويعد منارة للعلم والدعوة بالمدينة.

بعد عودته من السعودية أسندت إليه إدارة الدعوة والإعلام بالجماعة؛ فأظهر فيها كثيراً من براعة الأفق، وبدأ يخطط للخروج بالدعوة من حيزها الضيق إلي آفاق واسعة، بحسبِ ما ذكره عنه بعض أقرانه، وكان من مظاهر ذلك أن بدأ بإنشاء العشرات من المساجد والفروع التابعة للجماعة، ودور تحفيظ القرآن الكريم ورعاية الفقراء والأيتام، ومن أبرز المساجد التي قام بتأسيسها مسجد التوحيد بمدينة العاشر من رمضان؛ والذي يعد منارة للعلم والدعوة بالمدينة، كذا أيضاً كان له جهد في تأسيس مجمع ومستشفى التوحيد الإسلامي بفرع الجماعة بمركز بلبيس - إبان فترة رئاسته له - والذي يعد واحداً من أكبر فروع أنصار السنة المحمدية على مستوى مصر.كما أن الشوادفي هو صاحب فكرة إنشاء معاهد إعداد الدعاة والتي انتشرت فيما بعد في العديد من المحافظات والمدن بمصر. 
ويعدُ الشوادفي أحد أبرز منظري الجماعة ومفكريها، فقد كانت مقالاته تجسد دائماً موقف جماعته حول العديدِ من القضايا الهامة، مثل: العلاقةِ بين الحاكم والمحكوم، وقضية الإرهاب، والموقف من الجماعات الآخرى.
كذا أيضاً فقد حرص الشوادفي على توطيد علاقته بالأزهر الشريف وبشيخه الإمام جاد الحق علي جاد الحق، فأعاد بذلك مسيرة مؤسسي الجماعة وكبرائها أمثال: محمد حامد الفقي وعبد الرزاق عفيفي؛ حيث كانوا على علاقة وطيدة بالأزهر الشريف.

### رئاسته لتحرير مجلة التوحيد
بعد رئاسته لتحرير مجلة التوحيد استطاع الشوادفي أن يجعلها ترتقى لتصبح منارة لها مكانتها في العالم الإسلامي، وكان من مظاهر ذلك أن قام بعمل استبيان للقراء ترتب عليه فيما بعد ظهور أبواب جديدة في المجلة، كما استقطب العديد من كبار الكُتابِ والعلماء للكتابة بالمجلة، وعَمِدَ إلى توسيع دائرة نشر وتوزيع المجلة، حتى زاد انتشارها[بحاجة لمصدر]، كما اهتمت برصد أخبار المسلمين في أنحاء العالم، ورصد متابعات وإعداد ملفات خاصة عن مشكلات المسلمين - وقتها - في القدس، وكوسوفو، والبوسنة والهرسك، والفلبين، وتركستان الشرقية، وبيان ما اعتبرته مؤامرات من اليهود على الإسلام والمسلمين، وتوضيح موقفها من العلمانية التي اعتبرتها فاشلة بالمقارنة مع النظام الإسلامي، وكذا أيضاً فقد عمِدت المجلة إلى إجراء حوارات ولقاءات مع العديد من كبار العلماء والمفكرين المسلمين المعاصرين مثل مراد هوفمان. كما اهتم الشوادفي بالتركيز - في مقالات المجلة - على ضرورة الاهتمام بالنشئ المسلم بحسب رؤيته، وتنشأتهم نشأة دينية صحيحة، وكان من مظاهر ذلك إقامة المجلة لمسابقات بحثية دورية خاصة بالشباب وغيرهم، كذا أيضاً عنيت بالإجابة على أسئلة وفتاوى قرائها من خلال إنشاء لجنة متخصصة للفتاوى والاستشارات، ووزعت العديد من رسائل التوعية الإسلامية مجاناً مع المجلة مثل سلسلة «تقريب العلوم وتصحيح المفاهيم». كل ذلك وغيره جعل مجلة التوحيد في عهد الشوادفي محل متابعة ومحط اهتمام بين طبقة كبيرة من الإسلاميين وغيرهم، بل أصبحت توزع - مجاناً - على طلبة العديد من الجامعات الإسلامية العالمية، مثل: جامعة بن تيمية بالهند وغيرها.

### تأسيسه لدار التقوى للنشر والتوزيع
في عام أسس دار التقوى للطباعة والنشر والتوزيع، واتخذ من مدينة بلبيس مقراً لها، وهي دار نشر دينية تُعني بنشر كتب التراث والفكر الإسلامي، وكان من أبرز بصمات هذه الدار طباعة مجموع فتاوى ومقالات شيخ الإسلام بن تيمية (37 مجلد)، كذا أيضاً طباعتها للعديد من أبرز كتب الفكر الإسلامي للعديد من الكُتاب والمفكريين الإسلاميين في فترة الثمانينات والتسعينيات، مثل كتاب (احذروا الأساليب الحديثة في مواجهة الإسلام) لمؤلفه: أ.د سعد الدين صالح (عميد كلية أصول الدين بجامعة الأزهر سابقاً)، ومن أبرز الموسوعات التي طبعتها الدار، موسوعة (مع الشيعة الإثنى عشرية في الأصول والفروع) (4 مجلد)، وهو من تأليف أ.د علي السالوس، كذا أيضاً طباعة (مختصر فتاوى دار الإفتاء المصرية) وهو كتاب جمعه ورتبه وقدم له الشوادفي بنفسه، وغير ذلك من الكتب والرسائل الجامعية التي طبعتها الدار .

## إنتاجه الفكري

### التسجيلات الصوتية
جاب الشوادفي العديد من مدن ومحافظات مصر شمالاً وجنوباً خطيباً وواعظاً ومحاضراً في الناس، ولم تقتصر دعوته على مصر فحسب؛ بل شملت دولاً آخرى مثل: السعودية، وقطر، والإمارات، والكويت، وأفغانستان، حيث سافر إلى تلك الدول وألقى بها خطباً ومحاضرات، وقد سجلت له عشرات الساعات الصوتية من خطبه ومحاضراته في العقيدة الإسلامية، والفقه وأصوله، واللغة وفروعها، والمعاملات المالية، وفقه الدعوة، كذا أيضاً مناظراته وردوده على الشيعة، والصوفية، والعلمانية، وقد نشر من هذه التسجيلات زهاء مئة ساعة صوتية على شبكة الإنترنت.
وقد اتسم أسلوبُ الشوادفي - كما في رأي البعض - بسهولة العبارة وسلاسة الحديث، بالإضافة إلى التحقيق العلمي، وتوثيق الأدلة، وإحكام الأحكام، حتى أن الشيخ الداعية / محمد حسين يعقوب، يقول عنه «كان الشيخ محققاً - حين يمسك بمسئلة - ؛ وهذا ما نفتقده في هذه الأيام، في تحقيق مسئلة، أو جزئية من مسئلة».

### المقالات والبحوث
على مدار قرابة عشرة سنوات، كتب الشوادفي ما يقرب من مئة مقال بمجلة التوحيد إبان فترة رئاسته لتحريرها، جمعت ورتبت بعد وفاته في كتاب بعنوان (مصابيح أضاءت لنا الطريق)، ويعد هذا الكتاب أشهر ما خلفه من تراثه، لكونه يحتوي على أكثر مقالاته التي كان ينتظرها شهرياً قراءه ومحبوه، وقد طبع الكتاب بعد وفاته طبعتان فقط، ثم توقفت طباعته بسبب ظروف خاصة بدار التقوى للنشر والتوزيع، الدار القائمة على طباعة الكتاب.
وتتسم مقالات الشوادفي بالتنوع الفكري لرجل عاش في كنف الدعوة الإسلامية أغلب فترات حياته، فتراه يقرر عقيدته ومنهجه كما في «هذه عقيدتنا وهذا منهجنا»، وتراه يرشد ويوجه الناس كما في «الدين النصيحة»، ويستثير نهضة العلماء كما في «العلماء وقيادة الشعوب»، وتراه يدافع عن دينه كما في «الإسلام دين الحق.. وما سواه باطل»، ويتابع قضايا أمته فيكتب «القدس والقوم البهت» ويكتب أيضاً «العرب بين حصار قريش والأمم المتحدة» ويدافع عن حقوق الإنسان ويطالب الحكام بها كما في «حقوق الحيوان»، وهو مع ذلك ليس بمنأى عن الواقع الذي يعيش فيه، فيكتب بعد حادثة الأقصر الشهيرة «مذبحة الأقصر.. وموقع أنصار السنة»، ويكتب عن اليهود سلسلة مقالات عدة بعنواينٍ متابينة، ومضامينٍ مختلفة، من أبرزها «كيف يفكر اليهود!؟»، وقد أفردت مقالاته عن اليهود في رسالةٍ مطبوعةٍ بعنوان «اليهود..نشأةً وتاريخاً».
وقد امتدح قلمه العديد من العلماء والدعاة، منهم الداعية الشهير الشيخ / محمد حسان؛ حيث قال عنه بعد وفاته: «وفقدت الصحافة الإسلامية قلماً طالماً شهره صاحبه في وجه أهل البدع الضلال والبدع، وطالما شهره في الذب عن شريعة الله تبارك وتعالى وسنة المصطفى صلى الله عليه وسلم». وقال عنه أيضاً في موضع آخر: «... بل وفقد العالم الإسلامي قلماً نزيهاً شريفاً طالما دافع عن الحق».
وقد نشرت للشوادفي مقالات وبحوث بمجلات ودوريات مختلفة بمصر والعالم الإسلامي، ومن أشهرالمجلات والدوريات التي كتب بها: مجلة الدعوة وجريدة المسلمون بالسعودية، مجلة الفرقان بالكويت، مجلتا البيان والحكمة ببريطانيا.
ومن جانب آخر: فقد أسس الشوادفي مركزاً للبحوث والدراسات الفقهية، يعني بتحقيق المخطوطات ونشر التراث الفقهي، وتقريب الفقه وتيسيره للناس، وأصدر هذا المركز بعض الدراسات والرسائل الفقهية بإشراف الشوادفي، لكن هذا المركز لم يدم طويلاً حيث توفي بعد تأسيسه بوقت يسير، وانتهى العمل به بعد وفاته.

#### نماذج من كتاباته
فيما يلي نماذج من كتابات الشوادفي في باب مع القراء؛ والذي كان يكتبه في صدر مجلة التوحيد كإطلالة سريعة على قرائها:
| ” | يقول عن جماعته، أنصار السنة المحمدية: نحن أنصار السنة المحمدية لا نكفّر أحداً من أهل القبلة بذنب فعله - ما لم يكن مشركاً - ولا نخرج على الحاكم المسلم - وإن ظلم - ولا نشهد لأحد بالجنة ولا على أحد بالنار إلا من شهدت النصوص له أو عليه، ولا ننكر حديثاً صحيحاً عن رسول الله صلى الله عليه وسلم، وخلاصة منهجنا الكتاب والسنة بفهم سلف الأمة. | “ |

#### كتب منشورة
يلاحظ أن الشوادفي لم يكن من المكثرين في التصنيف والتأليف والنشر؛ مع أن ملكته العلمية تؤهله لهذا، لكنه كان يحس بجسامة المسئولية، ومع ذلك فقد جمع بعضاً من الكتب ونشرها، وكتب بحوثاً نشرت له في يعض المجلات المتخصصة ثم نشرت فيما بعد مفردة، ومن هذه وتلك ما يلي:
- مصابيح أضاءت لنا الطريق (مجموع مقالاته)
- مختصر الفتاوى المصرية لابن تيمية (دراسة وتحقيق)
- حكم بيع الذهب القديم بالذهب الجديد (تأليف)
- مختصر فتاوى دار الإفتاء المصرية (جمع وترتيب)
- الأسهم المالية في نظر الشريعة الإسلامية (جمع وترتيب)
- الإحهاض بين الطب والدين، وحكمه في شريعة المسلمين (جمع وترتيب)
- فتاوى لجنة الفتوى بجماعة أنصار السنة المحمدية (مفتي)
- اليهود.. نشأةَ وتاريخاً (مجموع مقالات)

## مناظراته ومساجلاته

### مع مفتي مصر حول النقاب
في 10 ديسمبر 1987م، عقدت جريدة اللواء الإسلامي ندوة حول النقاب، حضرها كلاً من محمد سيد طنطاوي، مفتي مصر آنذاك، وأحمد عمر هاشم رئيس جامعة الأزهر سابقاً، ومحمد صفوت نور الدين، الرئيس العام لجماعة أنصار السنة المحمدية سابقاً، وصفوت الشوادفي، ورجب هلال حميدة، وكان الشوادفي آنذاك عضواً بلجنة الدعوة والإعلام بجماعة أنصار السنة المحمدية.
وقد حرص رئيس تحرير اللواء الإسلامي إلى الإشارة في بادئ الأمر إلى أن هذه الندوة ليست مناظرة أو مساجلة بمعنى أنه لا يوجد غالب ولا مغلوب بحسب قوله، إلا أن اختيار الجريدة لعلماء الأزهر القائلين بجواز كشف الوجه، وعلماء أنصار السنة المحمدية القائلين بوجوب ستره، واستمساكِ كل فريق برأيه جعل من هذه الندوة مساجلة ومناظرة ساخنة، يحاول كل فريق منها إقناع الطرف الآخر برأيه. ومن الجدير بالذكر أن الشوادفي آنذاك لم يكن قد تجاوز الثالثة والثلاثين بعد، وقد قال له د.سيد طنطاوي يومها: «يا أستاذ صفوت أنت رجلُ فقيه وأنا احترم فقهك».

### مع شيوح الطرق الصوفية
أثار الحوار الذي أجرته جريدة «عقيدتي» مع الشيخ الشوادفي؛ والذي نشر في العدد 280 يوم 10 ذي الحجة ردود فعل واسعة وعنيفة لدى زعماء الصوفية.
وكان الشيخ الشوادفي قد تحدى الصوفية في هذا الحوار بالإجابة على أكثر من عشرين سؤالاً حوال الموالد والأضرحة والأقطاب والنذور وغيرها من الممارسات التي يرى أنها خارجة عن صحيح الدين، وقد جاء في هذه الأسئلة:
- إذا كانت الصوفية أعلى مراتب العبودية.. فهل أنتم أفضل من مرتبة الإحسان أم أقل منها أم عليها؟ فإذا قلتم نحن في مرتبة الإحسان.. فقد استبدلتم الذي هو أدنى بالذي هو خير.. سماكم الله المحسنين وسميتم أنفسكم صوفية.. وإذا قلتم أنكم أعلى من مرتبة الإحسان فقد كذبتم على الرسول صلى الله عليه وسلم الذي جعل الإحسان أعلى مرتبة.. وإذا قلتم نحن أقل من مرتبة الإحسان فقد تساويتم بغيركم من المسلمين فلا وجه لتسميتكم بهذا الاسم.
- إذا كنتم تزيدون في مصر على سبيعين طريقة فهل الرسول عبد الله بسبعين طريقة ام بطريقة واحدة؟ وأنتم جميعاً تقولون أنكم على صواب.. أم أن بعضكم على خطأ وبعضكم على صواب؟[17]

وعلى إثر هذا الحوار تلقت جريدة «عقيدتي» ردوداً كثيرة - بحسب الجريدة - من الطرق الصوفية وبعض أساتذة جامعة الأزهر وغيرهم ممن لهم اهتمام بالتصوف سواء في مصر أو خارجها، ونشرت الجريدة عدة ردود من شيوخ «العشيرة المحمدية» وشيوخ «الطريقة العزمية» على الشوادفي وأسئلته العشرين، اتهمه البعض فيها بأنه من أتباع «الوهابية» التي تخوف الناس بحجة الشرك والردة والوثنية بحسب تعبيرهم، كما دعاه البعض الآخر إلى الجلوس والحوار، كعلاء الدين ماضي أبو العزائم (شيخ الطريقة العزمية)؛ وقد رحب الشوادفي بهذا الحوار على أن يكون تحت إشراف الأزهر الشريف.
ومع تسلسل الردود والكتابات، اشتدت المواجهة الفكرية بين أنصار التصوف وشيوخه، وبين الشوادفي وأتباعه، خاصة بعد بعد انضمام ضخصيات جديدة كأطراف في هذه المواجهة، وكان من أبرز هؤلاء: «خليفة السيد البدوي»، واللواء محمود المراكبي (شيخ الطريقة الخلوتية سابقاً) والذي كان في موقف تأييد لأراء الشوادفي وأقواله، والشيخ حسن الشناوي (شيخ مشايخ الطريق الصوفية) والذي نشرت «عقيدتي» حوارً معه في 2 يونية 1998م قام فيه بالرد على الشوادفي، وذكر فيه أيضاً أن اتهامات الشوادفي وأتباعه للصوفية باطلة على حد قوله.
ومن الجدير بالذكر لأن معركة الشيخ الشوادفي وأنصار السنة المحمدية مع الصوفية قد امتدت رحاها إلى أمريكا وفرنسا؛ حيث قام عدد من قيادات التصوف هناك بالرد على الشوادفي. ومن المعلوم أن الشوادفي قد كتب عدداً من المقالات حول التصوف والصوفية مثل: «كرامات الأولياء» و«الصوفية.. وعبادة الشيطان» و«الصوفية ليسوا كفاراً» وغيرها.

## وفاته
في صبيحة الخميس 17 أغسطس 2000م، الموافق 17 جمادى الأولى 1421هـ، اصطحب الشوادفي أسرته لزيارة والدته بمسقط رأسه (الشغانبة)، وبعد أن قضى أغلب يومه هناك بين ذويه، صلى المغرب إماماً بالناس في المسجد، وكان آخر ما قرأ في صلاته قول الله: {وَمَنْ أَرَادَ الآخِرَةَ وَسَعَى لَهَا سَعْيَهَا وَهُوَ مُؤْمِنٌ فَأُولَئِكَ كَانَ سَعْيُهُم مَّشْكُوراً}، وبعد الصلاة ودع والدته وأقربائه، وانطلق عائداً مع أسرته إلى منزله بمدينة العاشر من رمضان، وفي طريق العودة حصل له حادث أليم ؛ حيث صدمت سيارته سيارة آخرى، فأصيب بنزف داخلي انتقل على إثره إلى المستشفى ليمكث بها ساعة، ثم يتوفى بعدها.

### مشهد جنازته
يصف الأستاذ / جمال سعد حاتم (رئيس تحرير مجلة التوحيد حالياً) مشهد جنازة الشوادفي ؛ فيقول: «وفي مشهد عجيب لم تر عيني مثله من قبل، وسط عشرات الآلاف ممن أحبوا الشيخ وعرفوه، جاءو ليشيعوه، ومنذ الثامنة من صباح يوم الجمعة والآلاف المؤلفة تتوافد على قريته، ومشاعر الحزن تخيم على الجميع، إنها الفاجعة، وموت العلماء مصيبة، ونحسبه عالماً - ولا نزكي على الله أحدا - انتفعنا وانتفع الجميع بعلمه، ندعوا الله العلى القدير أن يجعل هذا في ميزان حسناته، وتواصلت الوفود من جميع أنحاء مصر من أقصاها إلى أدناها، بين وفود رسمية، وإخوة له في الدين». ثم يردف قائلاً: «ولسان حال كل منهم يقول: إن الذي يعيش لهذه الأرض وحدها، ويريد ثواب الدنيا وحدها، إنما يحيا حياة (الديدان والدواب والأنعام)! ثم يموت في موعده المضروب بأجله المكتوب، والذي يتطلع إلى الأفق الأخير، إنما يحيا حياة (الإنسان) الذي كرمه الله ثم يموت في موعده المضروب بأجله المكتوب، قال تعالى: {وَمَا كَانَ لِنَفْسٍ أَنْ تَمُوتَ إِلَّا بِإِذْنِ اللَّهِ كِتَابًا مُؤَجَّلًا} ».

## قالوا عنه
محمد حسان: فقدت مصر بل الأمة الإسلامية – وما أكثر مافقدت في هذه الأيام – عالما نحريرا وحبرا نجيدا وفقيها أريبا.. لقد فقدت الدعوة إلى الله فارسا نبيلا من فرسانها، لقد فقدت داعية واسع العلم والفكر والفهم والأفق، وفقدت الصحافة الإسلامية قلما طالما شهره صاحبه في وجه أهل الضلال والبدع، وطالما شهره في الذب عن شريعة الله تبارك وتعالى وسنة المصطفى صلى الله عليه وسلم.
ولقد تلقيت نبأ وفاة شيخنا المبارك أبى أنس صفوت الشوادفى، فما ملكت نفسى من البكاء على هذه الأمة المكلومة التي لا تجف دماؤها، ولا تلتئم جراحها، وما ملكت نفسى من البكاء لمعرفتى به، وبعلمه ومكانته في ساحة الدعوة التي أعطى لها جل وقته وفكره.
د.محمد إسماعيل المقدم: ماشاء الله كان، ومالم يشأ لم يكن، لا معقب لحكمه، ولا راد لقضائه، اللهم إنا نؤمن بقضائك، ونحتسب عندك أجر الصبر على بلائك.
لقد هز قلوبنا خبر وفاة الداعية السلفى الجليل فضيلة الشيخ : صفوت الشوادفى، كيف لا وقد حدثت بموته ثلمة، وفتحت ثغرة، وحرمت ساحة الدعوة إلى التوحيد والسنة من فارس طالما صال وجال داعيا إلى الله عز وجل على بصيرة، وطويت صفحة من صفحات الجهاد الدءوب الذي لا يعرف الملل في سبيل تصفية العقيدة، وخدمة الشريعة وإحياء السنة، وقمع البدعة.
د.مازن السرساوي: صاحب الفضيلة العلامة الشيخ صفوت الشوادفي - برد الله مضجعه - كان من أفراد الدهر، وممن ألقى الله عليه هيبة العلم ورونقه، ورزقه الحنكة وعلو الرأي، وحسن الفهم، وقد تهدم بموته ركن كبير، ولكن الله غالب على أمره.
أبو إسحاق الحويني: شعرت بغصة في حلقى شديدة لرحيل هذا الإنسان كان كما اعلمه – والله حسيبه – رجلا يحب الإسلام والمسلمين من كل قلبه، وكان رجلا فاهما وحازما في الوقت ذاته وقلما يجتمع هذا المعنى في إنسان. كان رجلا معطاء وكان رجلا ودودا. كان مؤهلا علميا أن يكون من كبار العلماء...
مصطفى العدوي: أحسن الله عزاؤنا في ناصر للسنة، وقامع للبدعة، عبقرى ذكى، أعمل ذكاءوه وأبلغ جهده في خدمة الإسلام، والمنافحة عن التوحيد.
د.جمال المراكبي: كان بعيد النظر له أمال وطموحات تتعلق بمستقبل العلم ودعوة المسلمين إلى منهاج السنة والجماعة.
د.سعيد عبد العظيم: نحتسبه علماً من أعلام الدعوة، ورجلاً من رجالاتها البارزين.